# Hemipterodes subnigrata
Hemipterodes subnigrata là một loài bướm đêm trong họ Geometridae.